# Falkirk (hrabstwo)
Falkirk (gael. An Eaglais Bhreac) – jednostka administracyjna (council area) w środkowej Szkocji, na południowym brzegu ujścia rzeki Forth do zatoki Firth of Forth, w większości w granicach historycznego hrabstwa Stirlingshire, częściowo także Linlithgowshire. Liczy 297 km² powierzchni i 155 990 mieszkańców (2011). Ludność skoncentrowana jest w środkowej części hrabstwa, w zespole miejskim w skład którego wchodzą m.in. Falkirk (ośrodek administracyjny) i Grangemouth (główny port towarowy Szkocji).

## Demografia
| Grupa etniczna                | % ogółu |
| ----------------------------- | ------- |
| Biali – Szkoci                | 91,3%   |
| Biali – pozostali Brytyjczycy | 4,5%    |
| Biali – Irlandczycy           | 0,6%    |
| Biali – Polacy                | 0,7%    |
| Biali – pozostali             | 1,0%    |
| Azjaci                        | 1,3%    |
| Pozostali                     | 0,6%    |
| Łącznie                       | 100,0%  |

| Wyznanie                                 | % ogółu |
| ---------------------------------------- | ------- |
| Chrześcijanie – Kościół Szkocji          | 36,5%   |
| Chrześcijanie – Kościół rzymskokatolicki | 12,3%   |
| Chrześcijanie – pozostali                | 4,1%    |
| Muzułmanie                               | 0,9%    |
| Pozostałe wyznania                       | 0,6%    |
| Brak wyznania                            | 39,0%   |
| Brak odpowiedzi                          | 6,6%    |
| Łącznie                                  | 100,0%  |

| Język                                                      | % ogółu |
| ---------------------------------------------------------- | ------- |
| Posługuje się językiem angielskim dobrze lub bardzo dobrze | 98,9%   |
| Potrafi posługiwać się językiem gaelickim szkockim         | 0,4%    |
| Potrafi posługiwać się językiem scots                      | 34,8%   |